# مورسنگ‌چشم یقه‌دار
مورسنگ‌چشم یقه‌دار (نام علمی: Thamnophilus bernardi) گونه‌ای از پرندگان خانواده مورچه‌مرغان است که در اکوادور و پرو یافت می‌شود. زیستگاه طبیعی آن جنگل‌های خشک نیمه‌گرمسیری یا گرمسیری، بوته‌زارهای خشک نیمه‌گرمسیری یا گرمسیری و بوته‌زارهای نمناک نیمه‌گرمسیری یا گرمسیری است.